# Temascaltepec
Temascaltepec är en kommun i Mexiko.   Den ligger i delstaten Mexiko, i den södra delen av landet, 100 km väster om huvudstaden Mexico City. Antalet invånare är 30 336.